# JUNG E: Gedächtnis des Krieges
JUNG_E: Gedächtnis des Krieges (Originaltitel 정이) ist ein Südkoreanischer Science-Fiction-Film aus dem Jahr 2023 mit Hyun-joo Kim in der Hauptrolle. Seine Premiere hatte er am 20. Januar 2023 auf Netflix.

## Handlung
In einer postapokalyptischen Cyberpunk-Zukunft versucht die leitende Forscherin eines KI-Labors, einen 40-jährigen Bürgerkrieg im Weltraum zu beenden, indem sie das Gehirn ihrer verstorbenen Mutter, einer heldenhaften Soldatin, klont. Anhand einer Simulation versuchen sie ihren damaligen verlorenen Kampf zu replizieren und anhand von Hirnanalysen auszuwerten.

## Produktion
Produziert wurde der Film von den Climax Studios im Auftrag von Netflix. Das Drehbuch wurde von Yeon Sang-ho geschrieben, der ebenfalls Regie führte. Als Produzenten waren Byun Seung-min und Yeon-ho Kim beteiligt. Gemeinsam haben die drei zuvor an der Netflix-Serie Hellbound gearbeitet.

## Besetzung und Synchronisation
Die deutsche Synchronisation entstand nach einem Dialogbuch  von Maximilian Hoffmann und unter der Dialogregie von Dirk Hartung.
| Rolle              | Darsteller     | Synchronsprecher   |
| ------------------ | -------------- | ------------------ |
| Jung_E             | Hyun-joo Kim   | Alice Bauer        |
| Seo-hyun           | Soo-yeon Kang  | Maria Hönig        |
| Sang-Hoon          | Kyung-soo Ryoo | Jannik Endemann    |
| Jae-kyung          | Woo-yul Han    | Jan Makino         |
| Geschäftsführer    | Dong-hee Lee   | Michael Pan        |
| Doktor             | Hyun-kyun Lee  | Sebastian Kluckert |
| Kronoid-Forscher 1 | Ki-chang Yun   | Armin Schlagwein   |
| General 1          | Yong-gu Do     | Frank Röth         |
| Computerstimme     | Minha Kim      | Daniela Hoffmann   |

## Rezeption
Der Film erhielt moderate Kritiken. Bei Metacritic erhielt der Film einen Metascore von 52/100 basierend auf 6 Rezensionen, bei Rotten Tomatoes waren 48 Prozent der 29 Rezensionen positiv.
Drei Tage nach seiner Veröffentlichung nahm JUNG_E den ersten Platz weltweit unter den beliebtesten nicht englischsprachigen Netflix Filmen ein.